# Mountain Ash
Mountain Ash est une communauté du pays de Galles, située dans la Cynon Valley dans le Rhondda Cynon Taf.

## Histoire
Pratiquement abandonné au début du XIXe siècle, le village se repeuple au moment de la création de la nouvelle route de Cardiff en 1933.
En 1841, la population s'élève à 1614 habitants et montent en 1871, lors de l'ouverture de mines, à 11 463 habitants.

## Personnalité liée à la commune
- Harri Webb (1920-1994) s'y installe comme libraire en 1964.